# Zamarada aerata
Zamarada aerata là một loài bướm đêm trong họ Geometridae.